# کفر دریان
کفر دریان (به عربی: کفر دریان) یک روستا در سوریه است که در استان ادلب واقع شده‌است. کفر دریان ۳٬۵۸۰ نفر جمعیت دارد.